# 10303 Fréret
(10303) Fréret, denumire internațională (10303) Freret, este un asteroid din centura principală de asteroizi.

## Descriere
10303 Fréret este un asteroid din centura principală de asteroizi. A fost descoperit pe 2 septembrie 1989 la Observatoire de Haute-Provence de Eric Walter Elst. Asteroidul prezintă o orbită caracterizată de o semiaxă mare de 2,38 ua, o excentricitate de 0,24 și o înclinație de 2,8° în raport cu ecliptica.